# Handel wiślany

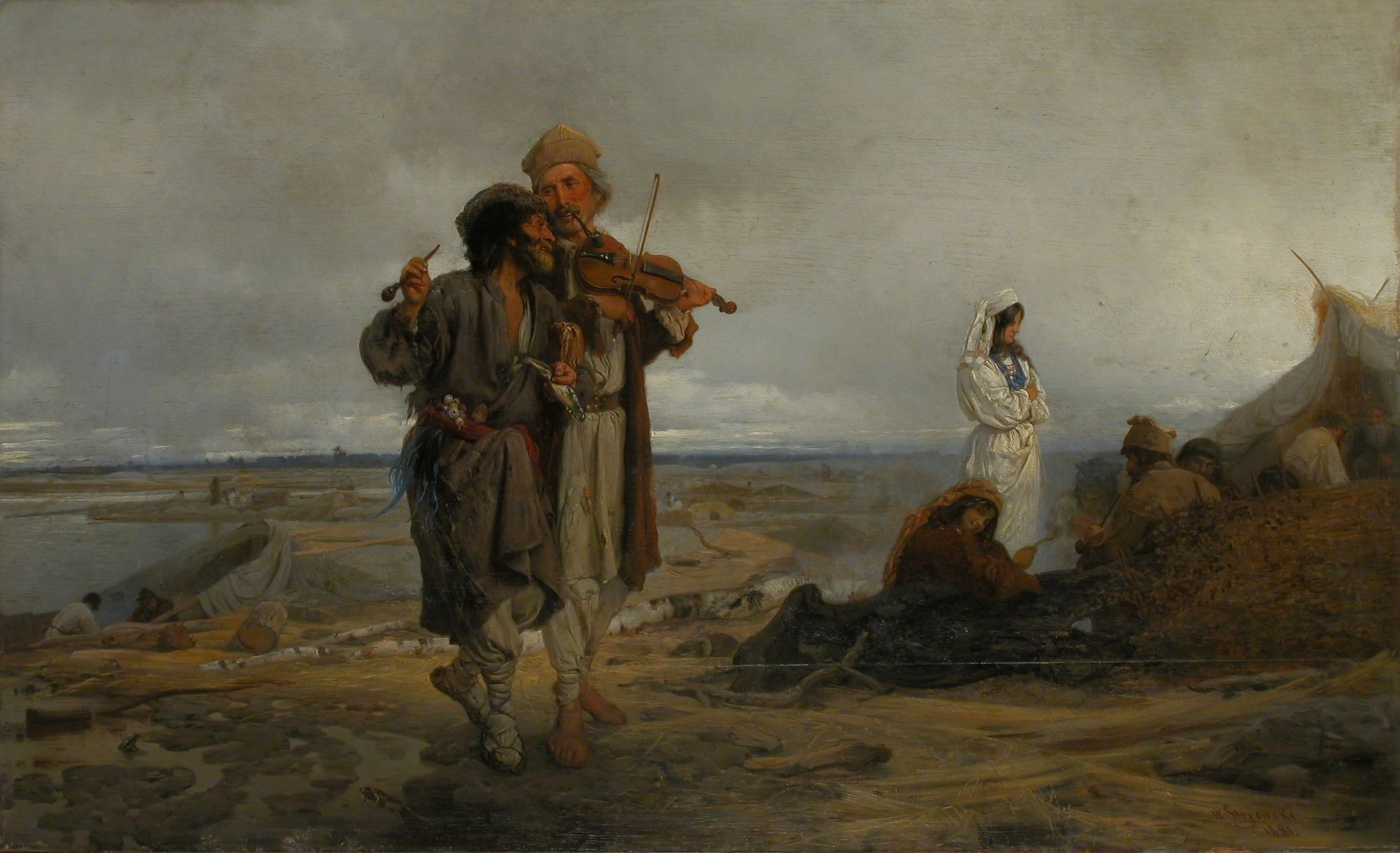
Flisacy nad Wisłą, Wilhelm August Stryowski, 1881

Handel wiślany – określenie handlu (przede wszystkim zbożowego), wykorzystującego rzekę Wisłę, zwłaszcza w okresie XV-XVIII w. Stronami tego handlu byli w tym czasie polscy szlachcice i gdańscy kupcy. Wisła była głównym szlakiem handlowym dawnej Rzeczypospolitej. W Gdańsku towary były sprzedawane dalej i transportowane na zachód Europy. Handel wiślany miał duże znaczenie dla ekonomii dawnej Rzeczypospolitej i przyczynił się do rozwoju licznych miast leżących w biegu rzeki, jak np. Sandomierza, Kazimierza Dolnego, Warszawy, Płocka, Torunia, Bydgoszczy, Grudziądza i Gdańska.
Najważniejszą śródlądową drogą wodną w Polsce przedrozbiorowej była Wisła, gdyż poprzez swoją sieć dopływów łączyła centrum i południe kraju z głównym polskim portem morskim – Gdańskiem. Chociaż w polskim handlu spławnym pewne znaczenie posiadały również porty morskie w Elblągu (Nogat), Rydze (Dźwina), Królewcu (Pregoła) i Szczecinie (Odra), to Gdańsk był portem poprzez Wisłę najlepiej skomunikowanym z zapleczem krajowym: Wielkopolską, Kujawami, Mazowszem, Podlasiem, a nawet tak odległymi regionami jak Małopolska, Podole, Wołyń.
Znaczenie Wisły jako szlaku transportowego towarów masowych wzrastało począwszy od XIV wieku, aby osiągnąć swoje apogeum w XVII wieku, przy czym Wisła pozostała nadal główną drogą wodną do końca istnienia Rzeczypospolitej Szlacheckiej.
Za „złoty okres” transportu wiślanego uznaje się 300 lat kontroli Polski nad ujściem Wisły (1466-1772). Apogeum przypada dokładnie w połowie tego okresu dziejowego w 1618 r., kiedy w porcie gdańskim zanotowano najwyższe ilości spławianych dolną Wisłą towarów. Na ten wywóz składało się przede wszystkim zboże (250 tys. ton), a nadto drewno, potaż, smoła drzewna i inne produkty służące okrętownictwu. Ujście Wisły było w tej epoce podstawowym źródłem zaopatrzenia Europy Zachodniej w te produkty, a Polskę określano „spichlerzem Europy i magazynem materiałów do budowy statków”.
Wisła była wówczas najważniejszą gospodarczo rzeką świata. Taką liczbę przewozów, jaką notowano na Wiśle w końcu XVI i w pierwszej połowie XVII w. osiągnął np. Ren dopiero w 1830 r., a więc dwa wieki później. W latach 1740–1796 do portu gdańskiego wpływało ok. 1000 statków wiślanych rocznie, z czego blisko połowę stanowiły szkuty, a 20% komięgi.
W obrotach morskich z Gdańskiem dominowali wtedy Holendrzy – w połowie XVII wieku największa potęga morska świata. Ówczesne wpływy holenderskie odbiły się nie tylko w gospodarce, ale także w kulturze i architekturze Gdańska i Pomorza Gdańskiego.
Jako ośrodki handlowe i przeładunkowe, w XV-XVII w. rozwijały się przede wszystkim miasta położone nad Wisłą i jej dopływami: Kraków, Sandomierz, Kazimierz Dolny, Warszawa, Zakroczym, Płock, Włocławek, Toruń, Bydgoszcz, Grudziądz i inne, nad Narwią natomiast ważniejszymi portami były: Pułtusk, Łomża i Tykocin.
Z czasem znaczenie transportowe Wisły zaczęło maleć, początkowo ze względów politycznych (granice i cła handlowe wynikłe w następstwie rozbiorów) i z uwagi na rozwój i doskonalenie sieci drogowej, a następnie w związku z pojawieniem się kolei. Tym nie mniej jeszcze pod koniec I połowy XIX w. ruch na rzece był znaczny, a Wincenty Pol w swoim dziele pt. „Rzut oka na północne stoki Karpat” tak go opisywał (generalnie z naciskiem na górny bieg Wisły): Spław i żegluga poczyna się na górnej Wiśle razem z ujściem Przemszy. Od Krakowa na Wiśle, od Jarosławia na Sanie chodzą galary, szkuty, dubasy i berlinki – pod wodę chodzą żagle aż po ujście Nidy i po Jarosław. Na średniej i dolnej Wiśle używają jeszcze do żeglugi bajdaki, jadwigi, łyżwy i odraki (...) Pomiędzy galarami rozróżniają jeszcze mniejsze krakowskie i większe ulanowskie galary. Najmniejszy rodzaj statków na Wiśle nazywają krypą.
Obok statków wody rzeki unosiły liczne tratwy. Drewno, które spławiano Sołą i Skawą, trafiało głównie na rynek krakowski. Tratwy, spławiane z karpackich lasów Dunajcem lub Sanem czasem płynęły aż do samego Gdańska. Spławy drzewa składają się z 6, 8 lub 10 pni okrągłych, po 4 siągi długich, powiązanych z sobą, opatrzonych rudlem, a ładownych nadto jeszcze deskami, gątami, łatami i winem węgierskiem – notował W. Pol.
O ile w środkowym i dolnym biegu Wisła niosła zwykle tyle wody, że spław i żegluga prowadzone były przez cały rok, o tyle w górnym biegu możliwość ich prowadzenia zależała od odpowiedniego stanu wody. W. Pol podawał: Spław i żegluga odbywa się Wisłą na średniej wodzie około św. Jana, Jakuba, a niekiedy około św. Michała większemi statkami, mniejszemi nie ustaje od lodu do lodu (...). Przy pomyślnej pogodzie i dobrym wietrze odbywają statki dziennie 8-9 mil z wodą, pod wodę nie więcej nad mil trzy. Dróg nadbrzeżnych nie ma ponad Wisłą, dlatego ciągną się statki ludźmi, końmi halując, najczęściej trzy konie ciągną galar pod wodę.
Poza głównymi artykułami, jakimi były zboże oraz drewno, spławiano Wisłą także sól, węgiel kamienny, cynk, ołów, wapno, gips, naczynia garncarskie. Jako ładunek na tratwy nakładano także niektóre artykuły spożywcze: z terenów Węgier płynęły więc Popradem i Dunajcem do Wisły wspomniane węgierskie wina, suszone owoce, a nawet wody mineralne z górnowęgierskich (dziś: słowackich) źródeł.

## Literatura dodatkowa
- Marian Biskup, Handel Wiślany w latach 1454–1466, Roczniki dziejów społecznych i gospodarczych, Annales d’Histoire, sociale et économique xiv (1952), 155–202.
- Chudoba Tadeusz, Z zagadnień handlu wiślanego Warszawy w XVI wieku, „Przegląd Historyczny” t. L z 2, s. 297–321.
- H. Obuchowska-Pysiowa, Handel wiślany w pierwszej połowie XVII wieku, Wrocław 1964.